# Ellipteroides atroapicatus
Ellipteroides atroapicatus är en tvåvingeart som först beskrevs av Alexander 1938.  Ellipteroides atroapicatus ingår i släktet Ellipteroides och familjen småharkrankar. Inga underarter finns listade i Catalogue of Life.